# 羅森堡伯爵埃里克王子
埃里克·腓特烈·克里斯蒂安·亚历山大（丹麥語：Erik af Rosenborg；1890年11月8日—1950年9月10日），是旧丹麦皇室，他的祖父是克里斯蒂安九世。丹麦王子瓦尔德马的第三子，与Lois Frances Booth结婚并降为罗森堡伯爵。